# Opus (musikgrupp)
Opus är ett österrikiskt pop-rockband som bildades 1973 och är aktiva än i dag. Bandet är mest känt för låten "Live is Life" från mitten av 1980-talet.

## Historia
1985 släpptes "Live Is Life" och toppade placeringarna i många länder och en liveinspelning av låten gjorde till och med så att den hamnade på Top 40 i USA samma år.

## Medlemmar
- Herwig Rüdisser (sång)
- Ewald Pfleger (gitarr)
- Kurt-Rene Plisnier (keyboard)
- Günter Grasmuck (trummor)

## Diskografi

### Album
- Daydreams (1980)
- Eleven (1981)
- Opusition (1982)
- Up And Down (1984)
- Live Is Life (live) (1984)
- Solo (1985)
- Opus (1987)
- Magical Touch (1990)
- Walkin' On Air (1992)
- Jubileé (live) (1993)
- Love, God & Radio (1996)
- Flyin' Higher - Greatest Hits (Best-Of) (2003)
- The Beat Goes On (2004)
- Back to Future - the Ultimate Best-Of (2008)

### Singlar
| 1982 | "Flyin' High"                | 5  | 45 | 5 | - | -  | - | - |
| 1985 | "Live Is Life"               | 1  | 1  | 2 | 6 | 32 | 1 | 6 |
| 1985 | "Flyin' High (live version)" | ?  | 37 | ? | - | -  | - | - |
| 1987 | "Whiteland"                  | 3  | -  | - | - | -  | - | - |
| 1988 | "Faster and Faster"          | 12 | -  | - | - | -  | - | - |
| 1992 | "Gimme Love "                | 9  | -  | - | - | -  | - | - |
| 1994 | "The Power of Live Is Life"  | 3  | -  | - | - | -  | - | - |